# Tiphanie Perrotin
Pour les articles homonymes, voir Perrotin.
Tiphanie Perrotin, née en 1988, est une snowboardeuse français spécialiste du freeride. En 2022, elle est sacrée meilleure freerideuse mondiale en snowboard en remportant le Freeride World Tour.

## Biographie
Tiphanie Perrotin est originaire du village de La Tour en Haute-Savoie et débute le ski alpin dans la station des Brasses avec son père passionné de montagne,,. 
Elle fait ses débuts en snowboard à l'âge de 13 ans sur les pistes de Praz de Lys - Sommand.
A 20 ans, elle part faire ses études de kinésithérapeute à Bruxelles en Belgique pendant 5 ans. Puis elle travaille à l'hôpital universitaire de Genève et donne des cours de snowboard l'hiver.
Elle se lance sur le circuit de qualification européen du freeride en 2016 (Freeride World Qualifier Europe). En 2018 et 2020, elle termine deuxième du classement général. En 2021, elle remporte ce circuit, ce qui lui permet de rejoindre le club très fermé des les 6 meilleures athlètes qui disputent le Freeride World Tour en snowboard en 2022. Pour sa première participation, elle crée la sensation et est sacrée à l'âge de 33 ans meilleure freerideuse mondiale en snowboard en remportant le Freeride World Tour,,. L'année suivante en 2023, elle termine cette compétition à la 5e place et dispute dans la foulée de Freeride World Challenger Europe (avec les meilleurs snowboardeuses du Freeride Word Qualifier Europe) qu'elle finit à la 3e place (non qualificative pour le Freeride World Tour). Mais l'organisation lui offre une invitation pour disputer à nouveau le FWT en 2024, qu'elle termine à nouveau à la 5e place.

## Palmarès en Freeride

### Freeride World Tour
| Édition / Epreuve | Snowboard |
| FWT 2022          | Or        |
| FWT 2023          | 5e        |
| FWT 2024          | 5e        |

### Freeride World Tour Challenger Europe
| Édition / Epreuve | Snowboard |
| FWC 2023          | 3e        |
| FWC 2024          | 2de       |
| FWC 2025          | 3e        |

### Freeride World Tour Qualifier Europe
| Édition / Epreuve | Snowboard |
| FWQ 2016          | 10e       |
| FWQ 2017          | 10e       |
| FWQ 2018          | 2de       |
| FWQ 2020          | 2de       |
| FWQ 2021          | 1re       |

### Championnats de France de freeride
| Édition / Epreuve | Snowboard |
| ----------------- | --------- |
| Championnats 2015 | Or        |
| Championnats 2016 | Argent    |